# Paulina Porizkova
Paulina Porizkova (født 9. april 1965) er en tjekkisk-født svensk-amerikansk model og skuespiller. 
Hun tilhørte sammen med Elle Macpherson, Linda Evangelista, Christy Turlington, Naomi Campbell og Cindy Crawford den første generation af supermodeller. 
Blandt hendes bedst kendte film er Her Alibi (1989), Arizona Dream (1993), Female Perversions (1996), Thursday (1998) og People I Know (2002).